# Kovinski meteorit
Kovinski meteorit ali železov meteorit je meteorit, ki je v glavnem sestavljen iz zlitine železa in niklja.
Kovina, ki jo dobimo iz kovinskih meteoritov, imenujemo tudi meteoritsko železo. To je bil tudi najzgodnejši način pridobivanja kovine za človeštvo.
Skupna masa najdenih kovinskih meteoritov je 454.624 kg, od vseh padcev meteoritov pa jih je 5,7 %  Kovinski meteoriti so mnogo bolj redki kot kamniti meteoriti. Kljub temu pa po masi predstavljajo okoli 90 % vseh znanih meteoritov. Med njimi so tudi največji najdeni meteoriti, od katerih je najbolj znan meteorit Hoba.
Povezani so z asteroidi tipa M. Imajo podobne spektralne značilnosti v vidnem delu spektra in v delu, ki je blizu infrardečemu. Za skupino IIE železovih meteoritov bi pa lahko trdili, da je izjema. Meteoriti te skupine bi lahko izhajali iz skorje asteroida Heba, ki spada med asteroide skupine S.
Večina snovi v teh meteoritih sestavljata dve obliki zlitine niklja in železa kamacit in taenit. Najdejo se tudi minerali troilit ali grafit, ki ju obdaja šrajbersit in cementit (železov karbid).

## Delitev kovinskih meteoritov

### Delitev na osnovi strukture
Na osnovi starejše delitve s pomočjo strukture je osnovana na relativnem razmerju med količino niklja in železa. To razmerje se določa s pomočjo izgleda polirane in jedkane površine. Na ta način delimo kovinske meteorite na tri razrede:
- heksaedrite (od 4,5 do 6,5 % niklja)
- oktaedrite (od 6,5 do 13 % niklja)
- ataksite  (od 16 do 30 % niklja)

Razlike v strukturi nastajajo zaradi različnega razmerja med dvema različnima oblikama zlitin niklja in železa, ki ju imenujemo kamacit in tanit. Oktaedrite delimo še na več podskupin na osnovi oblike Widmanstättenovih vzorcev. Osnova za delitev je širina pasov kristala kamacita. 

### Delitev na osnovi kemične zgradbe
Delitev kovinskih meteoritov je osnovana na vsebnosti niklja v odnosu do nekaterih drugih elementov, ki se pojavljajo v sledeh. To so elementi galij, germanij in iridij. Na osnovi teh elementov (in še nekaterih drugih) se kovinski meteoriti razdelijo v 14 skupin, ki jih označujemo z rimskimi številkami in črkami.
Skupine, ki jih dobimo na osnovi kemične sestave, so:
- IAB železovi meteoriti
- IC železov meteoriti
- IIAB železovi meteoriti
- IIC železovi meteoriti
- IID železovi meteoriti
- IIE železovi meteoriti
- IIG železovi meteoriti
- IIF železovi meteoriti
- IIIAB železovi meteoriti
- IIICD železovi meteoriti
- IIIE železovi meteoriti
- IIIF železovi meteoriti
- IVA železovi meteoriti
- IVB železovi meteoriti
- neuvrščeni kovinski meteoriti

Skupina neuvrščenih kovinskih meteoritov je precej velika, saj obsega 15% vseh kovinskih meteoritov. Predvideva se, da izhajajo iz okoli 50 različnih starševskih teles.